# Emmotum harleyi
Emmotum harleyi är en tvåhjärtbladig växtart som beskrevs av R.Duno. Emmotum harleyi ingår i släktet Emmotum och familjen Icacinaceae. Inga underarter finns listade i Catalogue of Life.